# Bezirk Mariato
Mariato ist ein Bezirk (distrito) der Provinz Veraguas in Panama. Die Einwohnerzahl betrug laut Volkszählung 2023 5791.
Der Bezirk Mariato wurde 2001 aus dem Bezirk Montijo in der Region Quebro gegründet, die zuvor von der Provinz Los Santos getrennt war. Er liegt auf der Azuero-Halbinsel im südwestlichen Teil. Vom Rest der Halbinsel ist sie durch das Azuero-Massiv getrennt, das sie mit den Provinzen Herrera und Los Santos teilt.

## Gliederung
Der Bezirk Mariato ist administrativ in folgende Corregimientos unterteilt:
- Llano de Catival o Mariato
- Tebario
- Quebro
- Arenas
- El Cacao